# Papa a raison
Papa a raison (Father Knows Best) est une série télévisée américaine en 203 épisodes de 25 minutes en noir et blanc, créée par Ed James et diffusée du 3 octobre 1954 au 23 mai 1960 sur les réseaux CBS et NBC.
En France, la série a été diffusée à partir du 23 octobre 1960 sur R.T.F. Télévision, puis cédera la place aux Aventures de Dobie Gillis. Au Québec, la série a été diffusée à partir du 2 octobre 1960 à la Télévision de Radio-Canada

## Synopsis
Cette série familiale met en scène les joies et les peines de la famille Anderson à Springfield.

## Distribution

### Acteurs principaux

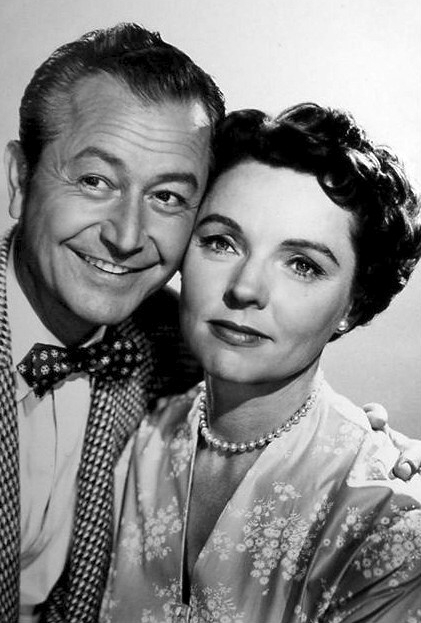
Robert Young et Jane Wyatt.

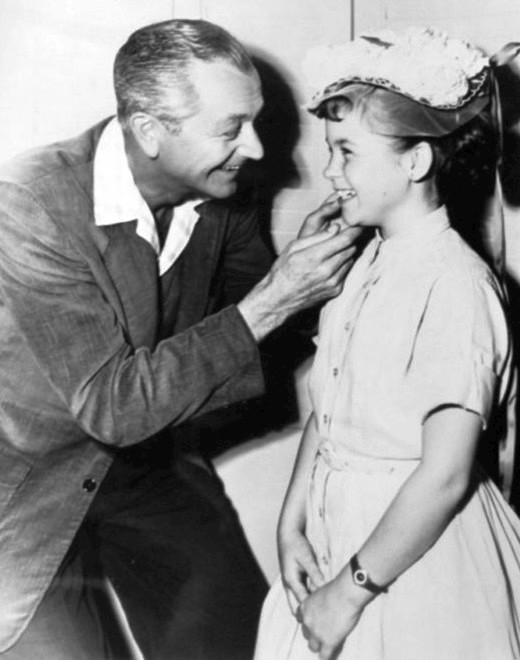
Robert Young et Lauren Chapin en 1957.

- Robert Young : James « Jim » Anderson
- Jane Wyatt : Margaret Anderson
- Elinor Donahue : Betty « Bette » Anderson
- Billy Gray : James « Bud » Anderson
- Lauren Chapin : Kathleen « Kathy » Anderson
- Sarah Selby : Miss Thomas
- Jimmy Bates : Claude Messner (1954-1959)
- Robert Chapman : Ralph Little (1957-1958)
- Robert Foulk : Ed Davis (1955-1959)
- Sue George : April Adams (1957-1958)
- Peter Heisser : Joe Phillips (1955)
- Vivi Janiss : Myrtle Davis (1955-1959)
- Yvonne Lime : Dotty Snow (1954-1957)
- Robert Paget : Max Perkins
- Roberta Shore : Joyce Kendall (1958-1959)
- Roger Smith : Doyle Hobbs (1957-1958)
- Paul Wallace : Kippy Watkins (1954-1959)

### Acteurs invités
- Florenz Ames
- Eleanor Audley
- Parley Baer
- John Banner
- Don Beddoe
- Richard Crenna
- Donald Curtis
- Royal Dano
- Robert Easton
- William Fawcett
- Florida Friebus
- Greer Garson
- Dabbs Greer
- Gloria Henry
- Jim Hutton
- Robert Hyatt
- Nelson Leigh
- Rita Moreno
- Burt Mustin
- Arthur O'Connell
- John Qualen
- Marion Ross
- William Schallert
- Robert Vaughn
- Eddy Waller
- Frank Wilcox

## Épisodes

### Saison 1 (1954-1955)
1. Bud apprend la danse (Bud Takes Up the Dance)
2. Leçon de citoyenneté (Lesson in Citizenship)
3. Le Moteur du scooter (The Motor Scooter)
4. Billets pour le match de football (Football Tickets)
5. Vivre ma vie (Live My Own Life)
6. Rajeunissement du grand-père Jim (Grandpa Jim's Rejuvenation)
7. Bud rencontre la loi (Bud's Encounter with the Law)
8. Jour de l'Action de grâce (Thanksgiving Day)
9. Seconde lune de miel (Second Honeymoon)
10. Père typique (Typical Father)
11. Titre français inconnu (Margaret Goes Dancing)
12. L'Histoire de Noël (The Christmas Story)
13. L'Oiseau à la fenêtre (Sparrow in the Window)
14. Semaine de garçon (Boy's Week)
15. Un ami de la vieille-Georges (A Friend of Old George's)
16. Bud le snob (Bud the Snob)
17. Titre français inconnu (The Promised Playhouse)
18. Jim, l'agriculteur (Jim, the Farmer)
19. Père de l'année (Father of the Year)
20. Le Manteau de vison (The Mink Coat)
21. Titre français inconnu (The Matchmaker)
22. Bud et la demoiselle d'honneur (Bud the Bridesmaid)
23. Fier Père (Proud Father)
24. Père délivre les documents (Father Delivers the Papers)
25. Pas de partialité (No Partiality)
26. Fermer la décision (Close Decision)

### Saison 2 (1955-1956)
1. Titre français inconnu (Art of Salesmanship)
2. La Vie privée du père (Father's Private Life)
3. Leçons de l'éducation civique (Lessons in Civics)
4. Première Désillusion (First Disillusionment)
5. Femme à la maison (Woman in the House)
6. Titre français inconnu (New Girl at School)
7. Kathy rend magique (Kathy Makes Magic)
8. Avantage à Betty (Advantage to Betty)
9. Le Grand Test (The Big Test)
10. Titre français inconnu (Father Is a Dope)
11. L'Esprit de la jeunesse (The Spirit of Youth)
12. Titre français inconnu (Bud, the Ladykiller)
13. Prémonition de Margaret (Margaret's Premonition)
14. Titre français inconnu (Stage to Yuma)
15. Mauvaise Influence (Bad Influence)
16. Titre français inconnu (Betty Hates Carter)
17. Jim, le Tyran (Jim, the Tyrant)
18. Le Frère de Betty (Betty's Brother)
19. Titre français inconnu (Betty Earns a Formal)
20. Le Peintre (The House Painter)
21. Titre français inconnu (Bud, the Wallflower)
22. Titre français inconnu (The Bus to Nowhere)
23. Kathy, le donateur indienne (Kathy, the Indian Giver)
24. L'Historique des Andersons (The Historical Andersons)
25. L'herbe est plus verte (The Grass Is Greener)
26. Titre français inconnu (The Persistent Guest)
27. Réunion de famille (Family Reunion)
28. Titre français inconnu (Family Dines Out)
29. Bud, le boxer (Bud, the Boxer)
30. Betty, fille ingénieur (Betty, Girl Engineer)
31. Titre français inconnu (The Martins and the Coys)
32. Dilemme pour Margaret (Dilemma for Margaret)
33. Titre français inconnu (Hero Father)
34. Père, le naturaliste (Father, the Naturalist)
35. Titre français inconnu (The Ten-Dollar Question)
36. Fille adoptive (Adopted Daughter)
37. La Graduation de Betty (Betty's Graduation)

### Saison 3 (1956-1957)
1. Titre français inconnu (No Apron Strings)
2. Titre français inconnu (Never the Twain)
3. Titre français inconnu (Betty Goes to College)
4. Homme du monde (Man About Town)
5. Titre français inconnu (The Homing Pigeon)
6. Spaghetti pour Margaret (Spaghetti for Margaret)
7. Anniversaire de Betty (Betty's Birthday)
8. Bud, le millionnaire (Bud, the Millionaire)
9. Les Vieux Jours (The Old Days)
10. Titre français inconnu (Whistle Bait)
11. Titre français inconnu (The Great Guy)
12. La famille va à New York (The Family Goes to New York)
13. Titre français inconnu (Betty Goes Steady)
14. Titre français inconnu (The Good Prospect)
15. Titre français inconnu (The Angel's Sweater)
16. Titre français inconnu (The Promising Young Man)
17. Margaret engage un jardinier (Margaret Hires a Gardener)
18. Titre français inconnu (Swiss Family Anderson)
19. Brèves Vacances (Brief Holiday)
20. Titre français inconnu (The Lawn Party)
21. Onde courte (Short Wave)
22. Carnaval (Carnival)
23. Titre français inconnu (Betty and the Jet Pilot)
24. Voyage à Hillsborough (Trip to Hillsborough)
25. Une soirée inoubliable (An Evening to Remember)
26. Bud achète une voiture (Bud Buys a Car)
27. La Sécurité d'abord (Safety First)
28. Bud, le héros (Bud, the Hero)
29. Titre français inconnu (Betty, the Track Star)
30. Titre français inconnu (The Spelling Bee)
31. Bud, le philanthrope (Bud, the Philanthropist)
32. Bébé à la maison (Baby in the House)
33. Titre français inconnu (Class Prophecy)
34. Titre français inconnu (The Art of Romance)
35. Margaret reniera Sa famille (Margaret Disowns Her Family)
36. Grand-père prend sa retraite (Grandpa Retires)
37. Viser la lune (Shoot for the Moon)

### Saison 4 (1957-1958)
1. Suivez le guide (Follow the Leader)
2. Titre français inconnu (The Awkward Hero)
3. Titre français inconnu (The Good Neighbor)
4. Bud, l'exécutif (Bud, the Executive)
5. Condamné au bonheur (Sentenced to Happiness)
6. Mère va à l'école (Mother Goes to School)
7. L'Homme indispensables (The Indispensable Man)
8. Titre français inconnu (Kathy's Big Chance)
9. Titre français inconnu (Margaret Learns to Drive)
10. Titre français inconnu (Way of a Dictator)
11. Monsieur Beal rencontre son match (Mister Beal Meets His Match)
12. Titre français inconnu (Kathy Makes a Wish)
13. L'Homme avec un plan (Man with a Plan)
14. Grande Sœur (Big Sister)

## Récompenses
- Emmy Award 1957 : Meilleur acteur pour Robert Young
- Emmy Award 1958 : Meilleur acteur pour Robert Young
- Emmy Award 1958 : Meilleure actrice pour Jane Wyatt
- Emmy Award 1959 : Meilleure actrice pour Jane Wyatt
- Emmy Award 1959 : Meilleure réalisation de Peter Tewksbury pour l'épisode Medal for Margaret
- Emmy Award 1960 : Meilleure actrice pour Jane Wyatt

## Commentaires

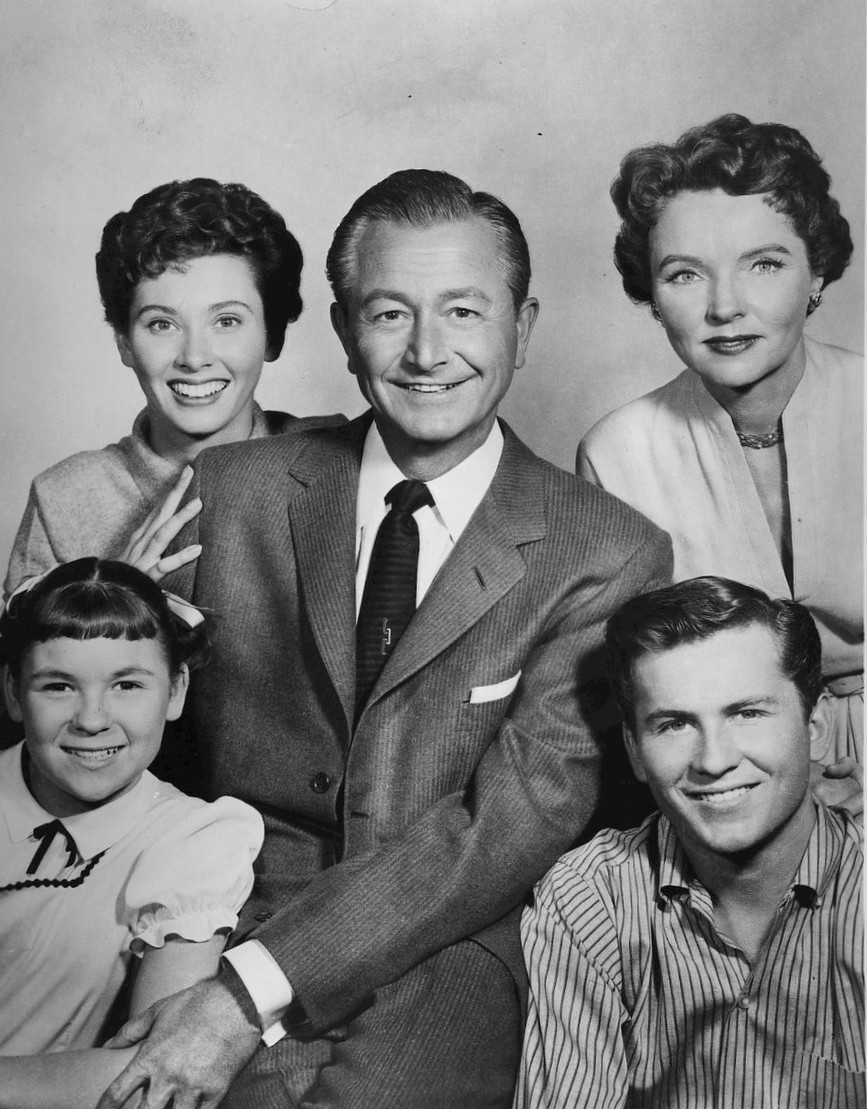
Photo de famille des Anderson :
(en haut) Elinor Donahue, Robert Young, Jane Wyatt ;
(en bas) Lauren Chapin, Billy Gray

Cette série connaît un immense succès aux États-Unis, se démarquant des séries familiales de l'époque qui brossaient souvent le portrait de personnages un peu stupides. On notera que Springfield est le nom qui a été choisi comme lieu de résidence d'une autre famille de fiction célèbre quelques décennies plus tard : Les Simpson.
Jane Wyatt, qui décroche trois Emmy Awards pour sa prestation, est surnommée à l'époque la « maman idéale de la télévision ». Quelques années plus tard, elle interprètera le rôle de la mère du célèbre Spock dans la série Star Trek.
Le hasard fait que la quasi-totalité des acteurs de cette série, vantant la stabilité d'une famille américaine modèle, connurent par la suite des divorces, ce que la presse de télévision monta donc en épingle.
En France, cette série fit place en fin de saison, dans son créneau du dimanche 13 h 30, à une autre également populaire, mais plus spécialement ciblée sur les adolescents : Dobie Gillis.

## Familiarisme
La série s'inscrivait dans une mouvance familiariste appuyée par des penseurs conservateurs, ainsi que la religion sur le rôle de la femme dans une période d'après-guerre.

## Produits dérivés

### Téléfilm
- Papa a raison : la réunion (Father Knows Best: Home for Christmas), 1977

## Influence
Cette série a inspiré la série Les Simpson. En effet, le créateur Matt Groening, né début 1954, était un téléspectateur assidu de Papa a raison.
Le feuilleton Les Feux de l'amour (The Young and the Restless) rend hommage à la série Papa a raison, en 2010, en installant Victoria et William dans la réplique de la maison de la famille Anderson de la série Papa a raison. Épisodes diffusés en mars 2014 en France sur TF1.